# 顾亚龙
顾亚龙（1959年—），男，湖南湘潭人，中国书法家，中国书法家协会副主席，中国文艺志愿者协会理事，山东省文学艺术界联合会副主席，山东省书法家协会主席，山东大学艺术学院院长、教授。

## 生平
2021年1月27日，中国书法家协会第八次全国代表大会召开，他担任中国书法家协会副主席。